# Zelotes somaliensis
Zelotes somaliensis FitzPatrick, 2007 è un ragno appartenente alla famiglia Gnaphosidae.

## Etimologia
Il nome della specie deriva dalla Somalia, sul cui territorio sono stati rinvenuti gli esemplari, e dal suffisso latino -ensis che ne indica l'appartenenza.

## Caratteristiche
Questa specie appartiene al laetus group, la cui peculiarità è che i maschi hanno il bulbo del pedipalpo di forma allungata e l'apofisi mediana retrolaterale genera un embolus che è ricurvo frontalmente.
L'olotipo femminile rinvenuto ha lunghezza totale è di 3,75mm; la lunghezza del cefalotorace è di 1,67mm; e la larghezza è di 1,25mm.

## Distribuzione
La specie è stata reperita in Somalia meridionale: l'olotipo femminile è stato rinvenuto nella località di Sar Uanle, nella regione del Basso Scebeli.

## Tassonomia
Al 2016 non sono note sottospecie e dal 2007 non sono stati esaminati nuovi esemplari.